# Stop Bloody Energy
Проєкт Stop Bloody Energy (укр. Спини криваву енергію) — глобальна ініціатива українських енергетичних компаній, спрямована на відмову від купівлі російських енергоресурсів і співпраці з Росією в сфері енергетики, через розв'язану нею війну проти України. Проєкт створено компанією ДТЕК українського олігарха Ріната Ахметова та державними компаніями Нафтогаз і Укренерго.

## Історія
Мета кампанії — показати великі світові компанії, які попри напад Росії на Україну й далі ведуть бізнес у РФ і підтримують російську економіку, змусити їх відмовитися від фінансування війни Росії проти України. На сайті проєкту зібрана інформація про газові, вугільні (трейдингові), нафтосервісні та машинобудівні компанії, які продовжують співпрацю з Росією.
Раніше компанії-ініціатори проєкту зверталися до світової бізнес-спільноти з відкритим листом із закликами відмовитися від купівлі російських енергоресурсів та припинити постачання до Росії комплектуючих і технологій для паливно-енергетичної сфери.
У Twitter, LinkedIn, Instagram та Facebook публікації про проєкт поширюються під хештегом #StopBloodyEnergy.
29 квітня 2022 року, під час повномасштабного вторгнення військ Росії до України, сотні людей пікетували офіс компанії Engie в рамках Stop Bloody Energy. Протестувальники вимагали розірвати газові контракти з Росією та припинити фінансувати країну-терориста.
24 травня 2022 року, під час проведення Всесвітнього економічнного форуму у Давосі, десятки активістів з України та Європи в рамках ініціативи Stop Bloody Energy провели проти енергетичного бізнесу, який попри збройну агресію продовжував працювати в Росії й купувати російські енергоресурси.

## Реакція

### В Україні
- Президент України Зеленський підтримав проєкт, закликавши західні компанії ввести ембарго на російські нафту і газ[12][13].
- Мер Маріуполя Вадим Бойченко підтримав проєкт і закликав країни ЄС посилити санкції проти Росії, зокрема запровадити повне ембарго на російську нафту та газ, щоб зупинити геноцид українців.[14]

### За кордоном
- Спецпосланниця прем'єр-міністра Британії Кетрін Меєр підтримала ініціативу українських компаній про недопустимість співпраці з Росією в енергетиці.[15]
- 31 травня Європейський Союз ухвалив шостий пакет санкцій проти РФ через вторгнення Росії в Україну[16]. У складі шостого пакету заборони, що стосуються енергетики. Зокрема, ЄС забороняє закупівлю, імпорт або перевезення сирої нафти та деяких нафтопродуктів з Росії до ЄС. Планована тривалість поступового виходу з російської нафти — від 6 місяців для сирої нафти до 8 місяців для інших нафтопродуктів. Тимчасовий виняток передбачається для імпорту сирої нафти нафтопроводом до тих країн-членів ЄС, які через своє географічне положення потерпають через специфічну залежність від російських поставок і не мають життєздатних альтернатив.